# Jesús Guridi Bidaola
Jesús Guridi Bidaola (Vitòria, 25 de setembre de 1886 - Madrid, 7 d'abril de 1961) fou un compositor basc. Entre les seues obres destaquen la sarsuela El Caserio, l'obra simfònica Diez melodías vascas i l'òpera Amaya.

## Biografia
Va nàixer a Vitòria en el si d'una família de músics. Sa mare María de Trinidad Bidaola, era violinista i son pare, Lorenzo Guridi, era pianista. Després de cursar els seus primers estudis en els Escolapis i en els Pares Jesuïtes de Saragossa, es va traslladar a Madrid, on va rebre classes de Valentín Arin.
Més tard, a Bilbao va participar en les activitats de la societat anomenada: "El Cuartito". Va rebre classes de violí de Lope Alaña i d'harmonia de José Sáinz Besabe. El dia 28 de gener de 1901 va oferir el seu primer concert públic en la Societat Filharmònica de Bilbao. Als 18 anys va ingressar en la Schola Cantorum de París, estudiant orgue amb Abel Decaux, composició amb Auguste Sérieyx i contrapunt i fuga amb Vincent d'Indy. Ací va conèixer José María Usandizaga al que va estar unit amb una profunda amistat.
Va traslladar-se a Brussel·les on estudià amb Joseph Jongen i a Colònia amb Otto Neitzel seguint les recomanacions de Resurrección María de Azcue. Al juny de 1912 va ser nomenat director de la Societat Coral de Bilbao. En aquesta ciutat tingué entre altres alumnes a Miguel Arregui y Trecet. En aquest mateix any va morir el seu amic Usandizaga.
L'any 1922 es va casar amb Julia Ispizua. El matrimoni va tenir sis fills: María Jesús, Luis Fernando, Maria Isabel, Ignacio, Julia i Javier. L'any 1944 va començar a treballar al Conservatori de Madrid, sent, anys més tard, el seu director, i on tingué molts alumnes entre ells l'aragonès Ángel Oliver Pina.
Va morir sobtadament el dia 7 d'abril de 1961, a l'edat de 74 anys, en el seu domicili del carrer de Sagasta de Madrid.

## Estil musical
Molt influït per Richard Wagner i els músics del romanticisme tardà, troba en les arrels del folklore basc la seua inspiració i les primeres notes que més tard donaran cos i ànima a les seues composicions. Guridi va conrear amb solidesa un enorme ventall de gèneres. Des de música de cambra (quartets de corda), composicions vocals i corals, orquestrals, peces religioses per a orgue, òperes («Mirentxu» i «Amaya») i sarsueles («El caserio», «La meiga», etc.). Entre les seues obres destaquen: El caserio (1926), Diez melodias vascas (1940), Así cantan los chicos (1909), Amaya (1920), Mirentxu (1910), Una aventura de Don Quijote (1916), La meiga (1929), Seis canciones castellanas (1939), Simfonia pirenaica (1945) i Homenaje a Walt Disney, para piano y orquesta (1956).

## Obres

### Orquestra
- 1915 Leyenda vasca
- 1915 Una aventura de Don Quijote, poema simfònic, basat en l'episodi del biscaí de Don Quixot
- 1927 En un barco fenicio, poema simfònic
- 1941 Diez melodias vascas
- 1946 Sinfonia Pirenaica
- # Andante Sostenuto - Allegro Molto Moderato - Poco Meno Mosso - Allegro Modera
- # Presto Non Troppo - Andante Sostenuto
- # Allegro Brioso
- 1956 Homenaje a Walt Disney, per a piano i orquestra
- Plenilunio - Espatadantza

### Opera i sarsuela
- 1910 Mirentxu, òpera en dos actes sobre llibret en castellà d'Alfredo Echave traduït a l'euskera per José María Arroita-Jáuregui. Hi ha versions posteriors amb modificació del llibret a càrrec de Guillermo Fernández-Shaw i Federico Romero (1934) i Jesús María de Arozamena en castellà i euskera (1947 i 1967)
- 1910-1920 Amaya òpera en tres actes sobre llibret de José M. Arroita Jauregui en castellà, traduït a l'euskera per José de Arrúe
- 1926 El caserio, sarsuela en tres actes sobre llibret de Guillermo Fernández-Shaw i Federico Romero
- 1928 La meiga, sarsuela en tres actes sobre llibret de Guillermo Fernández-Shaw i Federico Romero
- 1931 La cautiva, sarsuela sobre llibret d'Anselmo Cuadrado i Luis Fernández de Sevilla
- 1934 Mandolinata, sarsuela sobre llibret d'Arturo Cuyás de la Vega
- 1936 Mari-Eli, sarsuela sobre llibret de Carlos Anriches i Eloy Garay
- 1938 Nacimiento, s'ha perdut la partitura i el llibret
- 1939 La bengala, sainet madrileny sobre llibret de José Huecas i Luis Tejedor
- 1943 Déjame soñar, sainet líric sobre llibret de José Huecas i Luis Tejedor
- 1944 Peñamariana, sarsuela sobre llibret de Guillermo Fernández-Shaw i Federico Romero
- 1950 La condesa de la aguja y el dedal, sarsuela sobre llibret de José María Arozamena i Adolfo Torrado
- 1953 Un sombrero de paja de Italia, comèdia lírica sobre llibret de Luis Fernando Igoa, traducció d'un llibret francès

### Cor i veu
- 1915 Asi cantan los chicos, per a cor infantil i orquestra
- 1932 Euskal folkloreko XXII abesti
- 1943 Seis canciones castellanas
- # No quiero tus avellanas
- # Como quieres que adivine
- # Allá arriba, en aquella montaña
- # Sereno!
- # Llámale con el panuelo
- # Mañanita de San Juan
- Goiko mendiyan
- Aldapeko
- Ni ez naiz zomorrua
- Boga boga
- Canta el gallo tempranero
- Eusko irudiak koro eta orkestarako.
- Canciones vascas
- # Ala baita
- # Arantzazura
- # Zorabiatua naiz
- # Alabatua
- Boga boga
- Hator mutil
- Anton Aizkorri

### Música de cambra
- 1934 Quartet de corda en sol major
- 1949 Quartet de corda núm. 2 en la menor

### Orgue
- 1906-1907 Fantasia para gran órgano
- 1951 Escuela española de órgano
- # Introducción
- # Capriccio
- # Cantinela
- # Himno
- # Improvisación
- # Canción vasca
- # Salida
- # Interludio
- # Plegaria
- # Preludio
- # Pastorela
- # Villancico
- # Glosa (Puer natus est)
- # Éxtasis
- # Fuga
- # Adagio
- # Ave Maria
- # Ofertorio I
- # Ofertorio II
- # Toccata
- Variaciónes sobre un tema vasco
- Preludio
- Fantasía
- Interludio
- Triptico del buen pastor
- # El rebaño
- # La oveja perdida
- # El buen pastor
- Misa a San Gabriel
- 1948-1948 Variacions sobre un tema basc

### Piano
- 1905 Quatorze morceaux pour piano
- 8 Apuntes Para Piano
- # Amanecer
- # Cancion Vasca
- # Danza Rustica
- # Canto De Arriero
- # Romanza
- # Cortejo Funebre
- # Rumor De Agua
- # Marcha Humoristica
- Cantos Populares Vascos
- Danzas Viejas
- # Tamboreillo De Navidad
- # Muérdago - Zortzico Del Dolor
- # La Carrasquilla
- Lamento e imprecacion e Agar
- Tres piezas breves
- Vasconia
- # Viejo Carillon
- # Leyenda
- # En el Chacoli - Tocata Festiva

## Arxiu documental
L'arxiu documental de partitures, documents i enregistraments sonors es troba molt repartit entre: la família Guridi, l'Eresbil (Arxiu de compositors bascos), SGAE. La Biblioteca Nacional, La Biblioteca del Real Conservatori Superior de Música de Madrid, la Biblioteca Musical de l'Ajuntament de Madrid, la Fundació Juan March, l'arxiu sonor de Ràdio Nacional d'Espanya, la Fonoteca Nacional, Arxiu de la Unió Musical Espanyola, Arxiu de Música del Seminari de Derio, la Filmoteca Espanyola.